# Sanjay Kumar (ur. 1967)
Sanjay Kumar (ur. 23 grudnia 1967) – indyjski zapaśnik walczący w stylu wolnym. 
Zajął 23 miejsce na mistrzostwach świata w 1991. Srebrny medalista Igrzysk Azji Południowej w 1989.
Piąty na igrzyskach azjatyckich w 1986 i 1990, a także na mistrzostwach Azji w 1987, 1991 i 1992. Szósty na igrzyskach Wspólnoty Narodów w 1994. Mistrz Wspólnoty Narodów w 1991 i 1995, a trzeci w 1993 roku. W roku 1997 został laureatem nagrody Arjuna Award.